# Schule und Küsterhaus Heiligenfelde
Die ehemalige Schule und Küsterhaus Heiligenfelde in Syke, Ortsteil Heiligenfelde, Heiligenfelder Straße 6, Ecke Kirchplatz, stammt von 1838. Das Haus wird heute (2022) wohl als Wohnhaus genutzt.
Das Gebäude steht unter Denkmalschutz. Es ist in der Liste der Baudenkmale in Heiligenfelde.

## Geschichte
Um 1661 nahm in Heiligenfelde der aus Barrien stammende Küster Johann Schriever den Unterricht auf und hatte etwa 30 Schulkinder. Das erste Küster- und Schulhaus brannte 1719 ab; es wurde 1720/21 wiederaufgebaut. Um 1761 wurden hier bis zu 70 Kinder unterrichtet; um 1836 waren es 129 Schulkinder, die in einem Raum im Schichtbetrieb unterrichtet wurden. 1837/38 entstand „auf einer neuen Stelle im Cantor-Garten“ an der Heiligenfelder Straße ein neues Schulhaus, um im alten Haus weiter unterrichten zu können.
Das eingeschossige Fachwerkhaus von 1838 mit Ziegelausfachung und Krüppelwalmdach wurde als Küsterschule gebaut. 1890 gab es hier rund 130 Schulkinder und ein zweiter Lehrer wurde eingestellt. Ein ähnliches Fachwerkhaus, der ehem. Gasthof Kirchplatz 5, steht gegenüber. In der alten Küsterschule war zeitweise die Medienstelle der Kirche untergebracht.
An der Königstraße 19 wurde 1928 das neue Schul- und Lehrerwohnhaus mit zwei Klassenzimmern nach den Plänen des Architekten Wilhelm Fricke (Hannover) errichtet. Hier ist heute der Standort der Astrid-Lindgren-Grundschule mit Neu- bzw. Mobilbauten von 1964/65 und 1966.